# 関よしみ
関 よしみ（せき よしみ、1957年6月21日 - ）は、日本の漫画家。山口県下関市吉見町出身。女性。少女漫画の絵柄で、ホラー、サイコ・サスペンスを執筆する。シチュエーションホラーの女王と評されるホラー作家。

## 略歴
高校在学中に漫画にはまり込み、執筆活動を開始。卒業後は下関で活動していた文月今日子のアシスタントにつき、平行してなかよしマンガスクールへ作品の投稿を続ける。第18回なかよし少女フレンド新人まんが賞に入賞し、1980年『なかよしデラックス』4月号にて「乙女椿の花の下」でデビューを飾る。
デビュー当時のペンネームはいとうかよこだったが、1983年に現名義の関よしみに改める。なお由来は下関市吉見町出身だからとのこと。
当初は恋や友情をテーマとした作品を手がけていたが、作品の製作に伸び悩みを感じていた際に、気分転換に書いた恐怖ものが高い人気を取ったことがきっかけで、ホラー漫画家へと転身する。当初は絵で見せる過激な恐怖を追求していたが、限界を感じ、その後は設定やストーリーで恐怖を演出するスタイルを確立、高い人気を誇るようになった。本人いわく「人間こそ一番怖い」とのことで、極限状態で噴き出す人間のエゴイズムの怖さや、社会の中に潜む人間の残酷さなどが描かれた作品が多く、ホラーの中にも社会問題や逆転の構図を描いたSF的な世界観、また、ブラックユーモアなどの多彩な要素が散りばめられ、予想のつかない巧みなストーリー展開もあいまって、作品の魅力となっている。ゆえに「トラウマになったがもう一度読みたい」という読者も多く存在する。
一時都内で漫画塾の講師などの活動も行っていたが、2006年に地元の下関市に戻り、現在は同じく漫画家である夫と2人暮らしである。

## 人物
- どこか暖かみのある少女漫画らしい絵柄と残酷なストーリーのギャップにショックを受ける読者が多く、「読んだ後しばらく食欲が無くなった」「こんなモノが存在する事に腹が立った」「作者は本当に人間なのか？」といった感想が聞かれる。本人も友人から「よく毎回こんな意地悪な事ばかり思いつくね」と言われたという（単行本「魔少女転生」より）。
- 書籍「漫画家誕生」（新潮社）にインタビューが掲載されている。
- 当初はホラーにはそれほど思い入れもなく、ホラー映画好きには「なぜお金を払って怖い思いをしに行くのか」と疑問に思っていた。
- 漫画に行き詰まると前向きな行動を行うとのこと。これまで、バイクによるツーリング、老人介護の資格取得、漫画講座での講師などを行っている。
- 漫画講座では「生徒に教わることも多い」とのこと。
- 何故かニワトリが非常に苦手である。

## 単行本
- ガラスの標的（講談社）
- 赤い悪魔の子守歌（講談社）
- 血色の闇（講談社）
- 黒髪のメデューサ（講談社）
- 魔少女のおもちゃ箱（講談社）
- 飼育病棟（講談社）
- 魔少女転生（講談社）
- 血を吸う教室（講談社）
- マッドハウス（講談社）
- 壊れた狂室（講談社）
- マッドパパ（講談社）
- ウイルスの牙（ぶんか社）
- オーロラが殺す（講談社）
- 正義の箱舟（ぶんか社）
- 強欲な女神（講談社）
- 呪われた遊園地（角川書店）
- 鮮血の法則（リイド社）
- 血を吸う教室（河出書房新社）
- 関よしみ傑作集マッドハウス（ぶんか社）
- 関よしみ傑作集魔少女転生（ぶんか社）
- 関よしみ傑作集飼育病棟（ぶんか社）
- 関よしみ傑作集マッドパパ（ぶんか社）
- 神々の密談（ぶんか社）
- 関よしみホラーコレクション　パニック！－あたし死ぬの？－（ぶんか社）
- 関よしみホラーコレクション　超エゴ！－あたしサイテー？－ （ぶんか社）
- 春をください（グループゼロ）※電子書籍のみ
- 聞き耳、ズキン！～人の本心が聞こえてきちゃう！～（ぶんか社）※電子書籍のみ
- 不倫介護妻～オムツ替えつつセフレと密会～（ぶんか社）※電子書籍のみ
- 隣人は夫の元カノ～愛の傷あと～（ぶんか社）※電子書籍のみ
- マッドサマースクール（ぶんか社）※原作担当

## 作品
1980年
- 乙女椿の花の下
- きみをさらってランナウェイ
- マジカル館にいらっしゃい

1981年
- スーパー・コイン子1
- スーパー・コイン子2
- スーパー・コイン子3

1982年
- 春をください
- 赤い花のメッセージ
- 愛に向かって走れ!
- 夕焼けをありがとう
- さよなら優等生
- 真夜中のコースター ※初ホラー作品

1983年
- あたしだけのユウレイくん（原作：藤本ひとみ）
- 窓をあけてごらん（原作：藤本ひとみ）
- 秋風まぶしいね!
- 心の鏡をのぞいたら ※本作より名義を「関よしみ」に改める。

1984年
- 冬木立の目撃者
- 闇からの旋律（原作：藤本ひとみ）
- ガラスの標的1（原作：藤本ひとみ）
- ガラスの標的2（原作：藤本ひとみ）
- ガラスの標的3（原作：藤本ひとみ）
- ガラスの標的4（原作：藤本ひとみ）

1985年
- 闇の十字路
- 血色の闇
- 赤い悪魔の子守歌1（原作：藤本ひとみ）
- 赤い悪魔の子守歌2（原作：藤本ひとみ）
- 赤い悪魔の子守歌3（原作：藤本ひとみ）
- 赤い悪魔の子守歌4（原作：藤本ひとみ）
- 赤い悪魔の子守歌5（原作：藤本ひとみ）

1986年
- 殺意のテレフォンナンバー
- 氷の学園
- クロワッサンくうでたあ
- アイドルの迷路（原作：夢雪湖）
- 仮面の教室

1987年
- ポケットビリヤード入門
- 子守歌は聞こえない
- リコリスは血のにおい
- Ride オン Wind（合作）

1988年
- レディスライダースマニュアル

1990年
- しあわせの波紋
- 黒髪のメデューサ
- 夢見た頃
- 虐殺の木漏れ陽
- 火遊び
- Dear Friend
- 開花の季節

1991年
- 霧の底
- 悪夢へいらっしゃい
- 殺意の足音
- 魔少女のおもちゃ箱
- 無いものねだり

1992年
- 真夜中の祝福
- 憎しみのタペストリー
- 聖母の葬列
- 死にたいの
- 女の仮面
- 飼育病棟

1993年
- 魔少女転生1
- 愛の傷あと
- 魔少女転生2
- グズな夜
- 魔少女転生3

1994年
- 血を吸う教室
- 共犯幻想
- 堕天使の子守歌
- あたしのお葬式
- 目覚め
- 憎しみの行方
- 血染めの美学

1995年
- マッドハウス
- 愛の食卓
- 愛の墓標
- 目覚めII
- 裏切りのダンクシュート
- 絶望へのカウントダウン

1996年
- 最後の祝宴
- 壊れた狂室
- マッドパパ
- 笑わせろ!
- 死にたいのII
- 舌の記憶
- マッドサマースクール
- マッドストーカー
- ウイルスの牙

1997年
- マッド・クラス
- 正義の方舟
- ミラクルカプセル
- Dooms Day
- オーロラが殺す
- 二者択一
- 処刑都市
- 殺意のおとし穴

1998年
- 鮮血の法則
- 光と影の方程式
- 強欲な女神
- 恐怖の限界点1
- 欲望の炎
- 腐った林檎が降ってくる
- 恐怖の限界点2
- 凍った涙
- 甘い蜜の罠
- 恐怖の限界点3

1999年
- 騒音都市 ノイズシティー
- ムカつく電磁波1
- 悪魔の聖林
- ムカつく電磁波2
- 我慢のススメ
- 憎しみは終わらない
- ムカつく電磁波3
- ムカつく電磁波4
- タイムリミット
- 絶対安全
- 安心の値段
- 砂上の文明

2000年
- 捨てないで!!
- 楽園の証明
- 自虐の迷宮
- テレビタイムは終わらない
- 捨てないでII
- 死にたくない
- 魔ガ刺ス
- カオル真実1-裏切りの香

2001年
- カオル真実2-疑惑の香
- 出て行け!
- カオル真実3-消臭の香
- カオル真実4-ゴーストの香

2002年
- 孤独な激痛
- 汚れた白衣
- 化石は古代からのメッセージだ
- マッドカリキュラム
- 不幸福の王子
- 粘りつく友情

2003年
- 怠慢元年
- 歪んだ鏡
- 閉ざされた扉
- 裸の王様-裸のココロ
- 女囚地獄

2004年
- カメレオン女
- ママに殺される
- おまえのセイだ!
- 歪んだシンデレラ
- 忘れる人々
- ヘンゼルとグレーテル-飢えた心
- 嘆きの聖母
- 死にたがりの心臓

2005年
- チェンジ-心がわり
- 人食い草

2006年
- 絶対ダメ！
- 聞き耳、ズキン！～人の本心が聞こえてきちゃう！～
- 炎の傷跡
- 老いてかないで

2007年
- イジメる魚

2008年
- 遅れるノロイ
- 愛の終止符-したたかな人魚姫

2009年
- Present with Love
- ミツバチの遺言
- 死なない約束

2010年
- 神々の密談（監修：稲葉朋子）

2011年
- 水ヲ飲ム～神々の密談 番外編～（監修：稲葉朋子）
- 呼吸スル～神々の密談 番外編～（監修：稲葉朋子）

2012年
- 神々の密談～特別編（監修：稲葉朋子）

2016年
- ミラクル・カプセル